# Ivan Konstantinovič Matrosov
Ivan Konstantinovič Matrosov ( 16. červnajul. / 28. červnagreg.1886 – 30. října 1965) byl ruský inženýr a vynálezce v oblasti kolejových vozidel. Je znám jako konstruktér a inovátor samočinné tlakové brzdy. Jím vyvinutý brzdový systém, dosud používaný v zemích bývalého Sovětského svazu, je nazýván jeho jménem.

## Vzdělání
- Od 1904 do 1916 byl strojník a později inženýr.
- 1923 odmaturoval na železniční škole v Petrohradě.

## Zaměstnání
- Od 1923 technik v úřadu Severozápadní železnice.
- Od 1928 zaměstnán v závodě Brzdy Moskva.

## Vývoj brzdových systémů
- 1926 návrh automatického brzdového systému pro nákladní vlaky.
- 1931 po zátěžových testech byla Matrosovova brzda uznána jako standard pro nákladní vozy na všech železnicích Sovětského svazu.
- 1935 vývoj brzdy pro moskevské metro.
- 1935 konstrukce limitního ventilu.
- 1944 konstrukce automatického omezovače brzdění v závislosti na zatížení (společně s E. V. Klykovem).
- 1945 nová brzda pro osobní vlaky.
- 1950 konstrukce elektropneumatické brzdy pro nákladní vlaky.
- 1959 vylepšení jeho vlastního brzdového systému.

## Vyznamenání
Matrosov obdržel Státní řád Sovětského svazu v roce 1941 a Leninův řád.